# Panamerikanische Spiele 1959/Leichtathletik
Bei den Panamerikanischen Spielen 1959 in Chicago (Vereinigte Staaten) wurden in der Leichtathletik 32 Wettbewerbe ausgetragen, davon 22 für Männer und zehn für Frauen.

## Männer

### 100-Meter-Lauf
| Platz | Athlet            | Land | Zeit (s) |
| ----- | ----------------- | ---- | -------- |
| 1     | Ray Norton        | USA  | 10,3     |
| 2     | Mike Agostini     | BWI  | 10,4     |
| 3     | Enrique Figuerola | CUB  | 10,5     |
| 4     | Robert Poynter    | USA  | 10,5     |
| 5     | Dennis Johnson    | BWI  | 10,6     |
| 6     | Rafael Romero     | VEN  | 10,7     |
| 7     | Bill Woodhouse    | USA  | 10,7     |
| 8     | Santiago Plaza    | MEX  | 10,8     |

### 200-Meter-Lauf
| Platz | Athlet         | Land | Zeit (s) |
| ----- | -------------- | ---- | -------- |
| 1     | Ray Norton     | USA  | 20,6     |
| 2     | Lester Carney  | USA  | 21,1     |
| 3     | Mike Agostini  | BWI  | 21,1     |
| 4     | Vance Robinson | USA  | 21,2     |
| 5     | Ramón Vega     | PUR  | 21,3     |
| 6     | Basil Ince     | BWI  | 21,6     |

### 400-Meter-Lauf
| Platz | Athlet         | Land | Zeit (s) |
| ----- | -------------- | ---- | -------- |
| 1     | George Kerr    | BWI  | 46,1     |
| 2     | Basil Ince     | BWI  | 46,4     |
| 3     | Malcolm Spence | BWI  | 46,6     |
| 4     | Dave Mills     | USA  | 46,7     |
| 5     | Iván Rodríguez | PUR  | 47,0     |
| 6     | Jack Yerman    | USA  | 47,9     |

### 800-Meter-Lauf
| Platz | Athlet          | Land | Zeit (min) |
| ----- | --------------- | ---- | ---------- |
| 1     | Tom Murphy      | USA  | 1:49,4     |
| 2     | George Kerr     | BWI  | 1:49,4     |
| 3     | Tony Seth       | BGU  | 1:49,7     |
| 4     | Melville Spence | BWI  | 1:50,0     |
| 5     | Ernie Cunliffe  | USA  | 1:51,5     |
| 6     | Stan Worsfold   | CAN  | 1:52,4     |
| 7     | Sig Ohlemann    | CAN  | 1:53,0     |

### 1500-Meter-Lauf
| Platz | Athlet         | Land | Zeit (min) |
| ----- | -------------- | ---- | ---------- |
| 1     | Dyrol Burleson | USA  | 3:49,1     |
| 2     | Jim Grelle     | USA  | 3:49,9     |
| 3     | Ed Moran       | USA  | 3:50,1     |
| 4     | Ramón Sandoval | CHI  | 3:51,9     |
| 5     | Randy Matson   | CAN  | 3:54,0     |
| 6     | José Luna      | MEX  | 3:58,1     |
| 7     | Ralph Gomes    | BGU  | 4:00,5     |
| 8     | Alfredo Tinoco | MEX  | 4:01,1     |

### 5000-Meter-Lauf
| Platz | Athlet          | Land | Zeit (min) |
| ----- | --------------- | ---- | ---------- |
| 1     | Bill Dellinger  | USA  | 14:28,4    |
| 2     | Osvaldo Suárez  | ARG  | 14:28,6    |
| 3     | Doug Kyle       | CAN  | 14:33,0    |
| 4     | Alfredo Tinoco  | MEX  | 14:43,8    |
| 5     | George de Peana | BGU  | 14:57,0    |
| 6     | Eligio Galicia  | MEX  |            |
| 7     | Domingo Amaisón | ARG  |            |
| 8     | Ricardo Vidal   | CHI  |            |

### 10.000-Meter-Lauf
| Platz | Athlet                 | Land | Zeit (min) |
| ----- | ---------------------- | ---- | ---------- |
| 1     | Osvaldo Suárez         | ARG  | 30:17,2    |
| 2     | Doug Kyle              | CAN  | 30:18,0    |
| 3     | Bob Soth               | USA  | 30:21,8    |
| 4     | George de Peana        | BGU  | 31:16,0    |
| 5     | Gordon Dickson         | CAN  | 31:18,0    |
| 6     | Alex Breckenridge      | USA  | 31:18,6    |
| 7     | Ricardo Vidal          | CHI  | 31:35,7    |
| 8     | Luis Sandoval (Läufer) | ARG  | 31:42,8    |

### Marathon
| Platz | Athlet          | Land | Zeit (h) |
| ----- | --------------- | ---- | -------- |
| 1     | John J. Kelley  | USA  | 2:27:55  |
| 2     | James Green     | USA  | 2:32:17  |
| 3     | Gordon Dickson  | CAN  | 2:36:19  |
| 4     | Al Confalone    | USA  | 2:38:53  |
| 5     | Juan Silva      | CHI  | 2:42:35  |
| 6     | Macario Subuyi  | GUA  | 2:42:39  |
| 7     | Walter Lemos    | ARG  | 2:49:19  |
| 8     | Salvador Torres | MEX  | 3:13:38  |

2. September

### 110-Meter-Hürdenlauf
| Platz | Athlet                      | Land | Zeit (s) |
| ----- | --------------------------- | ---- | -------- |
| 1     | Hayes Jones                 | USA  | 13,6     |
| 2     | Lee Calhoun                 | USA  | 13,7     |
| 3     | Elias Gilbert               | USA  | 14,0     |
| 4     | Evaristo Iglesias           | CUB  | 14,6     |
| 5     | Lázaro Aristides Betancourt | CUB  | 14,6     |
| 6     | Wilson Carneiro             | BRA  | 14,9     |
| 7     | Ijoel da Silva              | BRA  |          |
| 8     | Cliff Murray                | BGU  |          |

### 400-Meter-Hürdenlauf
| Platz | Athlet                  | Land | Zeit (s) |
| ----- | ----------------------- | ---- | -------- |
| 1     | Josh Culbreath          | USA  | 51,2     |
| 2     | Dick Howard             | USA  | 51,3     |
| 3     | Clifton Cushman         | USA  | 53,0     |
| 4     | Anubes da Silva         | BRA  | 53,1     |
| 5     | Ulisses dos Santos      | BRA  | 53,2     |
| 6     | Víctor Maldonado Flores | VEN  | 53,4     |

### 3000-Meter-Hindernislauf
| Platz | Athlet           | Land | Zeit (min) |
| ----- | ---------------- | ---- | ---------- |
| 1     | Phil Coleman     | USA  | 8:56,4     |
| 2     | Deacon Jones     | USA  | 8:56,6     |
| 3     | Alfredo Tinoco   | MEX  | 8:58,0     |
| 4     | Sebastião Mendes | BRA  | 9:02,2     |
| 5     | George Young     | USA  | 9:07,8     |
| 6     | Alberto Ríos     | ARG  | 9:08,0     |
| 7     | Domingo Amaisón  | ARG  |            |
| 8     | Francisco Allen  | CHI  |            |

### 4-mal-100-Meter-Staffel
| Platz | Land                    | Athleten                                                     | Zeit (s) |
| ----- | ----------------------- | ------------------------------------------------------------ | -------- |
| 1     | Vereinigte Staaten      | Ray Norton Robert Poynter Bill Woodhouse Hayes Jones         | 40,4     |
| 2     | Venezuela               | Rafael Romero Emilio Romero Clive Bonas Lloyd Murad          | 41,1     |
| 3     | Westindische Föderation | Clifton Bertrand Dennis Johnson Wilton Jackson Mike Agostini | 41,6     |
| 4     | Brasilien               |                                                              | 41,6     |
| 5     | Puerto Rico             |                                                              | 41,7     |
| 6     | Kanada                  |                                                              | 41,9     |

### 4-mal-400-Meter-Staffel
| Platz | Land                    | Athleten                                              | Zeit (min) |
| ----- | ----------------------- | ----------------------------------------------------- | ---------- |
| 1     | Westindische Föderation | Malcolm Spence George Kerr Melville Spence Basil Ince | 3:05,3     |
| 2     | Vereinigte Staaten      | Josh Culbreath Dave Mills Jack Yerman Eddie Southern  | 3:05,8     |
| 3     | Puerto Rico             | Ramón Vega Jossué Cains Frank Rivera Iván Rodríguez   | 3:12,4     |
| 4     | Brasilien               |                                                       | 3:16,1     |
| 5     | Mexiko                  |                                                       | 3:18,0     |
| 6     | Kanada                  |                                                       | 3:18,3     |

### Hochsprung
| Platz | Athlet           | Land | Höhe (m) |
| ----- | ---------------- | ---- | -------- |
| 1     | Charles Dumas    | USA  | 2,10     |
| 2     | Bob Gardner      | USA  | 2,03     |
| 3     | Ernle Haisley    | BWI  | 2,00     |
| 4     | Teodoro Palacios | GUA  | 1,98     |
| 5     | Errol Williams   | USA  | 1,94     |
| 6     | Gerald Brisson   | HAI  | 1,89     |
| 6     | Paulo da Silva   | BRA  | 1,89     |
| 8     | Will Foss        | CAN  | 1,87     |

### Stabhochsprung
| Platz | Athlet          | Land | Höhe (m) |
| ----- | --------------- | ---- | -------- |
| 1     | Don Bragg       | USA  | 4,62     |
| 2     | Jim Graham      | USA  | 4,32     |
| 3     | Rolando Cruz    | PUR  | 4,32     |
| 4     | Ron Morris      | USA  | 4,32     |
| 5     | Rubén Cruz      | PUR  | 4,23     |
| 6     | Robert Reid     | CAN  | 4,04     |
| 7     | David Linekin   | CAN  | 4,04     |
| 8     | Miguel Rivera   | PUR  | 3,80     |
| 8     | Brígido Iriarte | VEN  | 3,80     |
| 8     | José Infante    | CHI  | 3,80     |

### Weitsprung
| Platz | Athlet           | Land | Weite (m) |
| ----- | ---------------- | ---- | --------- |
| 1     | Bo Roberson      | USA  | 7,97      |
| 2     | Greg Bell        | USA  | 7,60      |
| 3     | Lester Bird      | BWI  | 7,46      |
| 4     | Joel Wiley       | USA  | 7,42      |
| 5     | Roberto Procel   | MEX  | 7,05      |
| 6     | Julio Lleras     | PUR  | 6,95      |
| 7     | Víctor Hernández | CUB  | 6,94      |
| 8     | Carlos Vera      | CHI  | 6,87      |

### Dreisprung
| Platz | Athlet           | Land | Weite (m) |
| ----- | ---------------- | ---- | --------- |
| 1     | Adhemar da Silva | BRA  | 15,90     |
| 2     | Herman Stokes    | USA  | 15,39     |
| 3     | Bill Sharpe      | USA  | 15,25     |
| 4     | Jack Smyth       | CAN  | 15,12     |
| 5     | Pedro Camacho    | PUR  | 14,66     |
| 6     | Víctor Hernández | CUB  | 14,66     |
| 7     | Ira Davis        | USA  | 14,54     |
| 8     | Rumildo Cruz     | PUR  | 14,43     |

### Kugelstoßen
| Platz | Athlet               | Land | Weite (m) |
| ----- | -------------------- | ---- | --------- |
| 1     | Parry O’Brien        | USA  | 19,04     |
| 2     | Dallas Long          | USA  | 18,51     |
| 3     | Dave Davis           | USA  | 17,01     |
| 4     | Enrique Helf         | ARG  | 15,46     |
| 5     | Stan Raike           | CAN  | 15,23     |
| 6     | Isolino Taborda      | BRA  | 14,90     |
| 7     | Alcides Dambrós      | BRA  | 14,87     |
| 8     | Leonardo Kittsteiner | CHI  | 14,64     |

### Diskuswurf
| Platz | Athlet          | Land | Weite (m) |
| ----- | --------------- | ---- | --------- |
| 1     | Al Oerter       | USA  | 58,12     |
| 2     | Dick Cochran    | USA  | 54,44     |
| 3     | Parry O’Brien   | USA  | 51,84     |
| 4     | Lambertus Rebel | AHO  | 48,05     |
| 5     | Hernán Haddad   | CHI  | 46,45     |
| 6     | Enrique Helf    | ARG  | 45,79     |
| 7     | John Pavelich   | CAN  | 44,63     |
| 8     | Daniel Cereali  | VEN  | 44,06     |

### Hammerwurf
| Platz | Athlet            | Land | Weite (m) |
| ----- | ----------------- | ---- | --------- |
| 1     | Albert Hall       | USA  | 59,71     |
| 2     | Hal Connolly      | USA  | 59,67     |
| 3     | Bob Backus        | USA  | 59,55     |
| 4     | Roberto Chapchap  | BRA  | 55,75     |
| 5     | Bruno Strohmeier  | BRA  | 53,96     |
| 6     | Daniel Cereali    | VEN  | 52,68     |
| 7     | Alejandro Díaz    | CHI  | 51,34     |
| 8     | Francisco Fragoso | MEX  | 46,26     |

### Speerwurf
| Platz | Athlet           | Land | Weite (m) |
| ----- | ---------------- | ---- | --------- |
| 1     | Buster Quist     | USA  | 70,50     |
| 2     | Phil Conley      | USA  | 69,94     |
| 3     | Al Cantello      | USA  | 69,82     |
| 4     | Juris Laipenieks | CHI  | 58,88     |
| 5     | Luis Zárate      | PER  | 56,20     |
| 6     | Brígido Iriarte  | VEN  | 53,02     |

### Zehnkampf
| Platz | Athlet           | Land | Punkte |
| ----- | ---------------- | ---- | ------ |
| 1     | Dave Edstrom     | USA  | 7254   |
| 2     | Phil Mulkey      | USA  | 6062   |
| 3     | George Stulac    | CAN  | 5989   |
| 4     | Héctor Thomas    | VEN  | 5626   |
| 5     | Emir Martínez    | ARG  | 5489   |
| 6     | Juris Laipenieks | CHI  | 5472   |
| 7     | Rodolfo Mijares  | MEX  | 5213   |
| 8     | Leopoldo Vázquez | MEX  | 4969   |

## Frauen

### 60-Meter-Lauf
| Platz | Athletin         | Land | Zeit (s) |
| ----- | ---------------- | ---- | -------- |
| 1     | Isabelle Daniels | USA  | 7,4      |
| 2     | Carlota Gooden   | PAN  | 7,4      |
| 2     | Barbara Jones    | USA  | 7,4      |
| 4     | Martha Hudson    | USA  | 7,4      |
| 5     | Maureen Rever    | CAN  | 7,5      |
| 6     | Jean Holmes      | PAN  | 7,7      |
|       | Valerie Jerome   | CAN  |          |
|       | Nereida Borges   | CUB  |          |

### 100-Meter-Lauf
| Platz | Athletin         | Land | Zeit (s) |
| ----- | ---------------- | ---- | -------- |
| 1     | Lucinda Williams | USA  | 12,1     |
| 2     | Wilma Rudolph    | USA  | 12,3     |
| 3     | Carlota Gooden   | PAN  | 12,3     |
| 4     | Valerie Jerome   | CAN  | 12,6     |
| 5     | Sally McCallum   | CAN  | 12,6     |
| 6     | Heather Campbell | CAN  | 12,8     |
| 7     | Jean Holmes      | PAN  | 12,8     |
| 8     | Nereida Borges   | CUB  | 12,9     |

### 200-Meter-Lauf
| Platz | Athletin         | Land | Zeit (s) |
| ----- | ---------------- | ---- | -------- |
| 1     | Lucinda Williams | USA  | 24,2     |
| 2     | Isabelle Daniels | USA  | 24,8     |
| 3     | Sally McCallum   | CAN  | 25,1     |
| 4     | Heather Campbell | CAN  | 25,5     |
| 5     | Louise Mead      | USA  | 26,2     |
| 6     | Pat Cole         | CAN  | 26,4     |

### 80-Meter-Hürdenlauf
| Platz | Athletin           | Land | Zeit (s) |
| ----- | ------------------ | ---- | -------- |
| 1     | Bertha Díaz        | CUB  | 11,2     |
| 2     | Wanda dos Santos   | BRA  | 11,5     |
| 3     | Marian Munroe      | CAN  | 11,5     |
| 4     | Barbara Mueller    | USA  | 11,5     |
| 5     | Pat Power          | CAN  | 11,5     |
| 6     | Shirley Crowder    | USA  | 11,8     |
| 7     | Maria José de Lima | BRA  | 11,9     |
| 8     | Sally McCallum     | CAN  | 12,0     |

### 4-mal-100-Meter-Staffel
| Platz | Land               | Athletinnen                                                   | Zeit (s) |
| ----- | ------------------ | ------------------------------------------------------------- | -------- |
| 1     | Vereinigte Staaten | Isabelle Daniels Lucinda Williams Barbara Jones Wilma Rudolph | 46,4     |
| 2     | Panama             | Carlota Gooden Jean Holmes Marcela Daniel Silvia Hunte        | 48,2     |
| 3     | Kanada             | Sally McCallum Valerie Jerome Heather Campbell Maureen Rever  | 48,5     |
| 4     | Brasilien          |                                                               | 51,8     |
| 5     | Mexiko             |                                                               | 52,3     |

### Hochsprung
| Platz | Athletin           | Land | Höhe (m) |
| ----- | ------------------ | ---- | -------- |
| 1     | Ann Marie Flynn    | USA  | 1,61     |
| 2     | Renata Friedrichs  | CHI  | 1,50     |
| 2     | Alice Whitty       | CAN  | 1,50     |
| 4     | Ann Roniger        | USA  | 1,50     |
| 5     | Maria José de Lima | BRA  | 1,45     |
| 5     | Nelly Gómez        | CHI  | 1,45     |
| 7     | Neomia Rogers      | USA  | 1,45     |
| 8     | Alejandra Coffigny | CUB  | 1,45     |

### Weitsprung
| Platz | Athletin          | Land | Weite (m) |
| ----- | ----------------- | ---- | --------- |
| 1     | Annie Smith       | USA  | 5,73      |
| 2     | Margaret Matthews | USA  | 5,72      |
| 3     | Willye White      | USA  | 5,70      |
| 4     | Maureen Rever     | CAN  | 5,27      |
| 5     | Eliana Gaete      | CHI  | 5,00      |
| 6     | Iris dos Santos   | BRA  | 4,87      |
| 7     | Valerie Jerome    | CAN  | 4,03      |

### Kugelstoßen
| Platz | Athletin          | Land | Weite (m) |
| ----- | ----------------- | ---- | --------- |
| 1     | Earlene Brown     | USA  | 14,68     |
| 2     | Sharon Shepherd   | USA  | 13,53     |
| 3     | Wanda Wejzgrowicz | USA  | 13,10     |
| 4     | Vera Trezoitko    | BRA  | 12,61     |
| 5     | Pradelia Delgado  | CHI  | 12,05     |
| 6     | Renata Friedrichs | CHI  | 10,96     |
| 7     | Lili Schluter     | MEX  | 09,53     |

### Diskuswurf
| Platz | Athletin            | Land | Weite (m) |
| ----- | ------------------- | ---- | --------- |
| 1     | Earlene Brown       | USA  | 49,31     |
| 2     | Pamela Kurrell      | USA  | 42,18     |
| 3     | Marjorie Larney     | USA  | 42,17     |
| 4     | Alejandrina Herrera | CUB  | 40,80     |
| 5     | Pradelia Delgado    | CHI  | 39,57     |
| 6     | Marie Dupree        | CAN  | 38,86     |
| 7     | Lili Schluter       | MEX  | 38,16     |
| 8     | Odete Domingos      | BRA  | 36,77     |

### Speerwurf
| Platz | Athletin        | Land | Weite (m) |
| ----- | --------------- | ---- | --------- |
| 1     | Marlene Ahrens  | CHI  | 45,38     |
| 2     | Marjorie Larney | USA  | 43,65     |
| 3     | Amelia Wood     | USA  | 42,96     |
| 4     | Peggy Scholler  | USA  | 39,90     |
| 5     | Marlene Silva   | CHI  | 39,03     |
| 6     | Silvia Hunte    | PAN  | 33,32     |